# Antocha peracuta
Antocha peracuta är en tvåvingeart som beskrevs av Alexander 1971. Antocha peracuta ingår i släktet Antocha och familjen småharkrankar. Inga underarter finns listade i Catalogue of Life.